# Cięgnik
Cięgnik – urządzenie dźwigowe służące do przemieszczania przedmiotów stałych (nosiwa) za pomocą cięgien linowych lub łańcuchowych i przy zastosowaniu zaczepu, zwykle haka lub chwytaka (na przykład elektromagnetycznego). Cięgnik może być napędzany siłą mięśni (cięgnik ręczny) lub silnikiem (cięgnik silnikowy). Cięgnik może być samodzielnym urządzeniem lub częścią innego urządzenia dźwigowego.
Ze względu na ruch nosiwa cięgniki dzielimy na:
- przyciągarki - ruch nosiwa w kierunku do cięgnika
  - przenośne przyciągarki nazywane są przyciągnikami
- wciągarki - ruch nosiwa w kierunku do cięgnika jak i od cięgnika przy wykorzystaniu siły ciężkości nosiwa
  - podwieszone wciągarki nazywane są wciągnikami
- wodzarki - ruch nosiwa przy pomocy dwóch cięgien, jedno umożliwia ruch do cięgnika a drugie od cięgnika.

Ruch cięgna może być realizowany poprzez nawijanie na bębnie lub przewijanie przez bęben cierny lub tarczę.
Odrębną grupę cięgników stanowią cięgniki wielokrotne. Są to zespoły przyciągarek, wciągarek i wodzarek stanowiące jedną konstrukcję. Układy stosowane tam gdzie jest wymagane zapewnienie sprzężenia ruchów kilku cięgników. Można je spotkać w żurawiach masztowych, napędzie chwytaka czy dźwignicach linotorowych.